# Jasper van der Werff
Jasper van der Werff, né le 9 décembre 1998 à Saint-Gall (Suisse), est un footballeur suisso-néerlandais qui évolue au poste de défenseur central au Hansa Rostock, en prêt de SC Paderborn.

## Biographie
Né le 9 décembre 1998 à Saint-Gall de parents néerlandais émigrés en Suisse, Jasper van der Werff grandit dans le village appenzellois de Speicher. Suivant les traces de son père, footballeur amateur, et de son frère aîné, van der Werff commence le football au FC Speicher, avant de rejoindre, à neuf ans, le FC Saint-Gall. Il poursuit sa formation dans le centre de formation du club saint-gallois, avant d’intégrer le centre de formation de l’ASF à Emmen et d’être appelé en équipe de Suisse des moins de 16 ans. Il poursuit ensuite son apprentissage notamment avec l’équipe des moins de 21 ans saint-galloise en 1re ligue, puis intègre, en 2018, sous l’insistance du directeur sportif Alain Sutter, le cadre de la première équipe avant de faire ses débuts en Super League.
Ses performances durant le printemps 2018 attirent l’attention de plusieurs clubs étrangers, notamment du Red Bull Salzbourg, qui l’engage durant l’été. Après des débuts difficiles, marqués par un prêt de courte durée au FC Liefering, il se blesse en octobre à l’occasion d’un match contre Sturm Graz.

## Statistiques
| Saison                | Club                  | Championnat           | Championnat | Championnat | Coupe(s) nationale(s) | Coupe(s) nationale(s) | Total | Total |
| Saison                | Club                  | Division              | M.          | B.          | M.                    | B.                    | M.    | B.    |
| 2016-2017             | FC Saint-Gall U21     | 1re ligue             | 12          | 3           | -                     | -                     | 12    | 3     |
| 2017-2018             | FC Saint-Gall U21     | 1re ligue             | 11          | 0           | -                     | -                     | 11    | 0     |
| Sous-total            | Sous-total            | Sous-total            | 23          | 3           | -                     | -                     | 23    | 3     |
| 2017-2018             | FC Saint-Gall         | Super League          | 9           | 0           | -                     | -                     | 9     | 0     |
| Sous-total            | Sous-total            | Sous-total            | 9           | 0           | -                     | -                     | 9     | 0     |
| 2018-2019             | Red Bull Salzbourg    | Bundesliga            | 4           | 0           | 1                     | 0                     | 5     | 0     |
| 2018-2019             | FC Liefering          | 2. Liga               | 3           | 0           | -                     | -                     | 3     | 0     |
| Sous-total            | Sous-total            | Sous-total            | 7           | 0           | 1                     | 0                     | 8     | 0     |
| Total sur la carrière | Total sur la carrière | Total sur la carrière | 39          | 3           | 1                     | 0                     | 40    | 3     |

## Palmarès

### En club
RB Salzbourg
- Bundesliga :
  - Champion : 2019